# Pacific Islanders
De Pacific Islanders is een invitatieteam van rugbyers. Voor het team komen de beste spelers van Fiji, Samoa en Tonga in aanmerking. Op de eilandengroepen Fiji, Samoa en Tonga in Oceanië is rugby de nationale sport, maar omdat deze landen een te klein aantal inwoners hebben, zijn de nationale teams niet competitief voor de toplanden. Daarom is besloten om met een gezamenlijk team wedstrijden te spelen tegen de grote landen.

## Geschiedenis
In 2002 is de Pacific Islands Rugby Alliance opgericht door de drie landen. Deze organisatie heeft tot doel het rugby in deze landen tot een hoger niveau te brengen door samenwerking. Dit wilde men gelijk gestalte geven door met een gecombineerd team te spelen tegen de toplanden. Men organiseerde in juni en juli 2002 een tournee door Nieuw-Zeeland en Zuid-Afrika. Met beide landen kwam men overeen dat de Pacific Islanders tegen het nationale team konden spelen. Door problemen met de internationale rugbybond IRB moesten deze wedstrijden geschrapt worden.
In 2004 kregen de drie landen echter wel toestemming van de IRB om te spelen tegen nationale teams. Er werd dus een team samengesteld van de beste spelers uit Fiji, Samoa en Tonga, en ook een paar spelers uit Niue en de Cookeilanden. Op 3 juli 2004 speelde de Pacific Islanders hun eerste officiële wedstrijd. In Australië verloren ze met 29-14 van het nationale team. Een week later speelden ze nog een wedstrijd tegen de All Blacks en daarna nog één tegen Zuid-Afrika. Hoewel ze in beide wedstrijden goed tegenstand boden, verloren ze toch beide keren.
In november 2006 werd er een tournee georganiseerd in Europa. De Pacific Islanders speelden tegen Wales, Schotland en Ierland. Alle drie de wedstrijden werden verloren, de laatste, tegen Ierland, zelfs met 61-17. Deze wedstrijd was overigens de laatste rugbywedstrijd in Lansdowne Road voordat dit stadion verbouwd werd.
Eind 2008 volgde opnieuw een Europese tournee. Na verlies tegen Engeland en Frankrijk volgde de eerste winst; 27-15 tegen Italië.

## Toekomst
De Pacific Islanders hebben tot nu toe negen keer tegen een topland gespeeld en die wedstrijden gingen allemaal verloren, op een na. Desondanks kreeg men lovende woorden over het vertoonde spel en heeft men laten zien dat ze met dit gecombineerde team competitief zijn voor de toplanden.
Ondanks de goede samenwerking wordt er meer belang gehecht aan de afzonderlijke nationale teams dan aan het gecombineerde team. De Pacific Islanders zullen dan ook alleen vriendschappelijke wedstrijden spelen en geen officiële wedstrijden zoals kwalificatiewedstrijden voor het wereldkampioenschap.
Er is geprobeerd om met de Pacific Islanders aan de Tri Nations Series mee te doen. Dit is vrij snel door de organisatie van de Tri Nations Series afgewezen. Het is ook niet gelukt om mee te spelen in de Super 14, een competitie voor de beste rugbyverenigingen uit Australië, Nieuw-Zeeland en Zuid-Afrika.
De Pacific Islanders speelden in 2008 hun laatste wedstrijd.

## Tenue

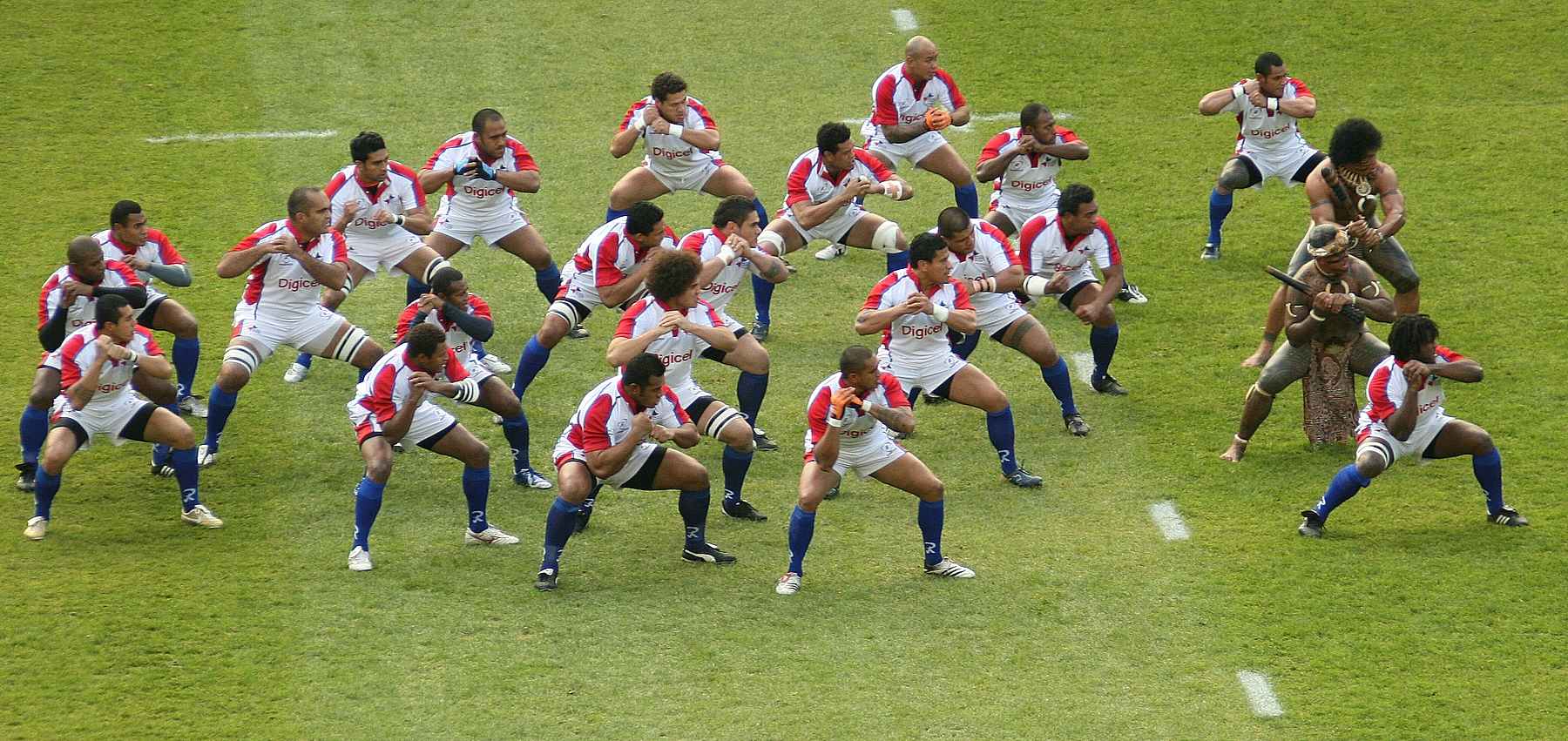
De Pacific Islanders voeren een dans op voor de wedstrijd tegen Schotland.

Het tenue van de Pacific Islanders bestaat uit een combinatie van wit, blauw en rood, de kleuren van de nationale teams van Fiji, Samoa en Tonga. Deze drie landen voeren tijdens wedstrijden met het nationale rugbyteam een volksdans op voor de wedstrijd (de cibi, siva tau en kailao). Voor de wedstrijd van de Pacific Islanders wordt dit in ere gehouden door een dans op te voeren die gebaseerd is op deze drie dansen.